# Aurel von Le Beau
Aurel von Le Beau (Mindendorf, 8. listopada 1866. – Baden, 31. ožujka 1922.) je bio austrougarski general i vojni zapovjednik. Tijekom Prvog svjetskog rata obnašao je dužnost načelnika stožera 3., 5. i Sočanske armije, te zapovijedao 55. pješačkom divizijom i XV. korpusom na Istočnom i Talijanskom bojištu.

## Vojna karijera
Aurel von Le Beau je rođen 8. listopada 1866. u Mindendorfu (Monoru). Srednju školu pohađao je u Günsu, nakon čega pohađa Terezijansku vojnu akademiju u Bečkom Novom Mjestu. Od 1885. služi u 16. streljačkoj bojnoj, a te iste godine, u kolovozu, promaknut je u čin poručnika. Od 1888. pohađa Ratnu školu u Beču, nakon čega je po završetku iste 1890. godine raspoređen na službu u stožer 15. pješačke brigade. Od 1892. predaje u Kadetskoj školi u Karlstadtu, a od 1895. u Kadetskoj pješačkoj školi u Liebenauu. U međuvremenu je, u studenom 1893., unaprijeđen u čin satnika. Godine 1897. premješten je na službu u stožer 3. pješačke divizije, a iduće, 1898. godine, na službu u 69. pješačku pukovniju. Godine 1899. raspoređen je u vojni arhiv gdje iduće četiri godine u arhivima Pariza, Bruxellesa i Haaga proučava građu vezanu za Austrijski rat za nasljeđe. Tijekom službe u arhivu, u svibnju 1900., promaknut je u čin bojnika.
Godine 1904. imenovan je načelnikom stožera 12. pješačke divizije, a te iste godine, u svibnju, unaprijeđen je u čin potpukovnika. Potom od 1905. služi u 60. pješačkoj pukovniji, nakon čega je, u svibnju 1907., promaknut u čin pukovnika. Te iste godine imenovan je načelnikom stožera II. korpusa koju dužnost obnaša do 1912. kada je imenovan zapovjednikom 61. pješačke brigade. Navedenu dužnost obnaša i na početku Prvog svjetskog rata. U međuvremenu je, u studenom 1912., unaprijeđen u čin general bojnika.

## Prvi svjetski rat
Na početku Prvog svjetskog rata 61. pješačka brigada kojom je zapovijedao Le Beau nalazila se u sastavu 31. pješačke divizije koja se nalazila na Balkanskom bojištu. Zapovijedajući istom sudjeluje u borbama oko Šapca, nakon čega je brigada premještena na Istočno bojište gdje je 11. rujna Le Beau tijekom Galicijske bitke ranjen. U studenom 1914. postaje zapovjednikom 17. pješačke divizije zamijenivši na tom mjestu Johanna von Henriqueza. S istom sudjeluje u Bitci kod Limanowe-Lapanowa, te Karpatskoj ofenzivi.
U svibnju 1915. imenovan je načelnikom stožera 3. armije kojom je na Istočnom bojištu zapovijedao Svetozar Borojević. Međutim, navedenu dužnost je obnašao svega dvadesetak dana jer kada je Borojević nakon ulaska Italije u rat na strani Antante imenovan zapovjednikom 5. armije i premješten na Talijansko bojište postaje njegovim načelnikom stožera. Kao načelnik stožera 5. armije sudjeluje u deset bitaka na Soči koje je u tom razdoblju 5. armija vodila na Talijanskom bojištu, te je, u kolovozu 1916., promaknut u čin podmaršala. Kada je 5. armija u svibnju 1917. tijekom Desete bitke na Soči reorganizacijom postala Sočanska armija Le Beau postaje njezinim načelnikom stožera. Također, kada je u kolovozu 1917. formirana Grupa armija Borojević također pod zapovjedništvom Svetozara Borojevića postaje načelnikom stožera navedene grupe armija. Predmetnu dužnost obnaša do siječnja 1918. kada je imenovan zapovjednikom 55. pješačke divizije. Zapovijedajući navedenom divizijom sudjeluje u Bitci na Piavi. U listopadu 1918. privremeno preuzima zapovjedništvo nad XV. korpusom zamjenjujući Karla Scottija. Međutim, ubrzo se razbolio, te se 18. studenog vratio u Baden gdje je dočekao i završetak Prvog svjetskog rata.

## Poslije rata
Nakon završetka rata Le Beau je s 1. siječnjem 1919. umirovljen. Preminuo je 31. ožujka 1922. u 56. godini života u Badenu.